# Armoiries de La Réunion
Les armoiries de La Réunion ont été dessinées par Émile Merwart en 1925 à l'occasion de l'Exposition coloniale qui se tient à Petite-Île. Elles symbolisent le paysage et l'histoire de l'île.

## Blasonnement
« Écartelé, au 1 de sinople à trois volcans d'argent, celui de dextre en éruption, celui du centre surmonté de « MMM » en lettre du même, le tout issant d'une mer du même ; au 2 parti d'azur et de gueules à la nef d'argent voguant sur une mer du même brochant sur le tout ; au 3 d'azur à trois fleurs de lys d'or, au 4 de gueules semé d'abeilles d'or ; sur le tout, tiercé en pal d'azur, d'argent chargé des lettres entrelacées R et F d'or et de gueules. »

L'écu est surmonté d'un listel d'or chargé des mots de sable « Florebo quocumque ferar » d'où pendent des lianes de vanille de sinople.

## Signification
Les trois volcans représentent le paysage réunionnais et son volcanisme. Le chiffre « MMM » (3 000 en chiffres romain) indique la hauteur approximative du Piton des Neiges, 3 069 mètres. Le reste du blason évoque l'histoire de l'île :
- la nef représente le navire Saint-Alexis, arrivé sur l'île en 1638 ;
- les trois fleurs de lys (symbole de la dynastie des Bourbons) font allusion au nom historique de La Réunion, l'Île Bourbon, comme possession de la monarchie française ;
- les abeilles symbolisent la période historique de l'île sous la domination du Premier Empire (les abeilles étant des symboles utilisés par Napoléon Bonaparte) lorsque l'île portait le nom d'île Bonaparte ;
- l'écu, au centre représente le drapeau tricolore chargé des initiales RF pour République française.

La devise « Florebo quocumque ferar » (« Je fleurirai partout où je serai plantée ») est à l'origine celle de  Compagnie française des Indes orientales. 